# Trionychoidea
Los trionicoideos (Trionychoidea) son una superfamilia de tortugas que reúne a especies que tienen caparazones blandos. Se encuentran en regiones templadas del mundo.

## Taxonomía
- Familia Trionychidae Gray, 1825
  - Subfamilia Cyclanorbinae
  - Subfamilia Trionychinae
- Familia Carettochelyidae Boulenger, 1887
- Familia † Adocidae Cope, 1870
- Familia † Nanhsiungchelyidae Ye, 1966